# Timofej Andrijashenko
Timofej Andrijashenko (in russo Тимофей Андрияшенко?, Timofej Andrijašenko; Riga, 29 novembre 1994) è un danzatore lettone, primo ballerino del corpo di ballo del Teatro alla Scala dal 2018.

## Biografia
Timofej Andrijashenko ha cominciato a studiare danza classica a nove anni presso l'Accademia Nazionale Statale della natia Riga e nel 2009 ha partecipato alla XXIV edizione del Concorso Internazionale di Danza Città di Spoleto, vincendo una borsa di studio per perfezionarsi al Russian Ballet College di Genova.
Dal marzo all'ottobre 2014 ha danzato nel corps de ballet del Teatro dell'Opera di Roma sotto la direzione di Micha van Hoecke, ballando ruoli da solista e primo ballerino. Nel novembre 2014 si è unito al corpo di ballo del Teatro alla Scala, di cui è stato proclamato primo ballerino nel febbraio 2018.
Il suo repertorio scaligero include molti dei maggiori ruoli maschili, tra cui Albrecht in Giselle, Romeo in Romeo e Giulietta, Basilio in Don Chisciotte, Des Grieux ne L'histoire de Manon, Cavalier ne Lo schiaccianoci di George Balanchine, Lensky e l'eponimo protagonista nell'Onegin di John Cranko, Siegfried ne Il lago dei cigni, il principe Désiré ne La bella addormentata, Franz in Coppélia e Conrad ne Le Corsaire.
Dopo averlo visto ballare nel Woolf Works di Wayne McGregor alla Scala con Alessandra Ferri, il direttore artistico del Royal Ballet Kevin O'Hare lo ha invitato a danzare al Covent Garden nella primavera 2020, durante la quale Andrijashenko ha interpretato Romeo accanto alla Giulietta di Melissa Hamilton nel Romeo e Giulietta di Kenneth MacMillan. Nel 2021 ha danzato come Albrecht accanto alla Giselle di Alina Cojocaru al Teatro Massimo Vittorio Emanuele di Palermo, mentre il 1º gennaio 2022 invece è stato tra gli ospiti di Roberto Bolle nella quinta edizione di Danza con me, trasmessa su Rai 1.

### Vita privata
Dal 2023 è sposato con la collega Nicoletta Manni, con cui intratteneva una relazione dal 2015 e si era fidanzato ufficialmente nel luglio 2022 dopo una rappresentazione di Bolle and Friends all'Arena di Verona.